# العقافي (مبين)

تعديل مصدري - تعديل

العقافي هي إحدى قرى عزلة الجبر بمديرية مبين التابعة لمحافظة حجة، بلغ تعداد سكانها 484 نسمة حسب تعداد اليمن لعام 2004.